# Sjeverovac
Sjeverovac is een plaats in de gemeente Sunja in de Kroatische provincie Sisak-Moslavina. De plaats telt 46 inwoners (2001).